# Dolichoderus ferrugineus
Dolichoderus ferrugineus é uma espécie de formiga do gênero Dolichoderus.